# Mitchell County (Texas)
Das Mitchell County ist ein County im Bundesstaat Texas der Vereinigten Staaten. Das U.S. Census Bureau hat bei der Volkszählung 2020 eine Einwohnerzahl von 8.990 ermittelt. Der Sitz der County-Verwaltung (County Seat) befindet sich in Colorado City.

## Geographie
Das County liegt etwa 100 km nordwestlich des geographischen Zentrums von Texas und hat eine Fläche von 2372 Quadratkilometern, wovon 15 Quadratkilometer Wasserfläche sind. Es grenzt im Uhrzeigersinn an folgende Countys: Scurry County, Nolan County, Coke County, Sterling County und Howard County.

## Geschichte
Mitchell County wurde am 21. August 1876 aus Teilen des Bexar County gebildet. Die Verwaltungsorganisation wurde am 10. Januar 1881 abgeschlossen. Benannt wurde es nach den Brüdern Asa (1795–1865) und Eli Mitchell (1797–1870). Asa siedelte ab 1822 in der amerikanischen Kolonie von Stephen F. Austin in Mexiko. Er kämpfte im Jahr 1832 in der Schlacht von Velasco und vier Jahre später in der von San Jacinto gegen Mexiko. Eli ließ sich im Jahr 1824 nahe Velasco nieder. Er feuerte den ersten Kanonenschuss im Gefecht bei Gonzales ab, mit dem die texanische Revolution ihren Anfang nahm.
Ein Bauwerk im County ist im National Register of Historic Places („Nationales Verzeichnis historischer Orte“; NRHP) eingetragen (Stand 27. November 2021), das Scott-Majors House.

## Demografische Daten

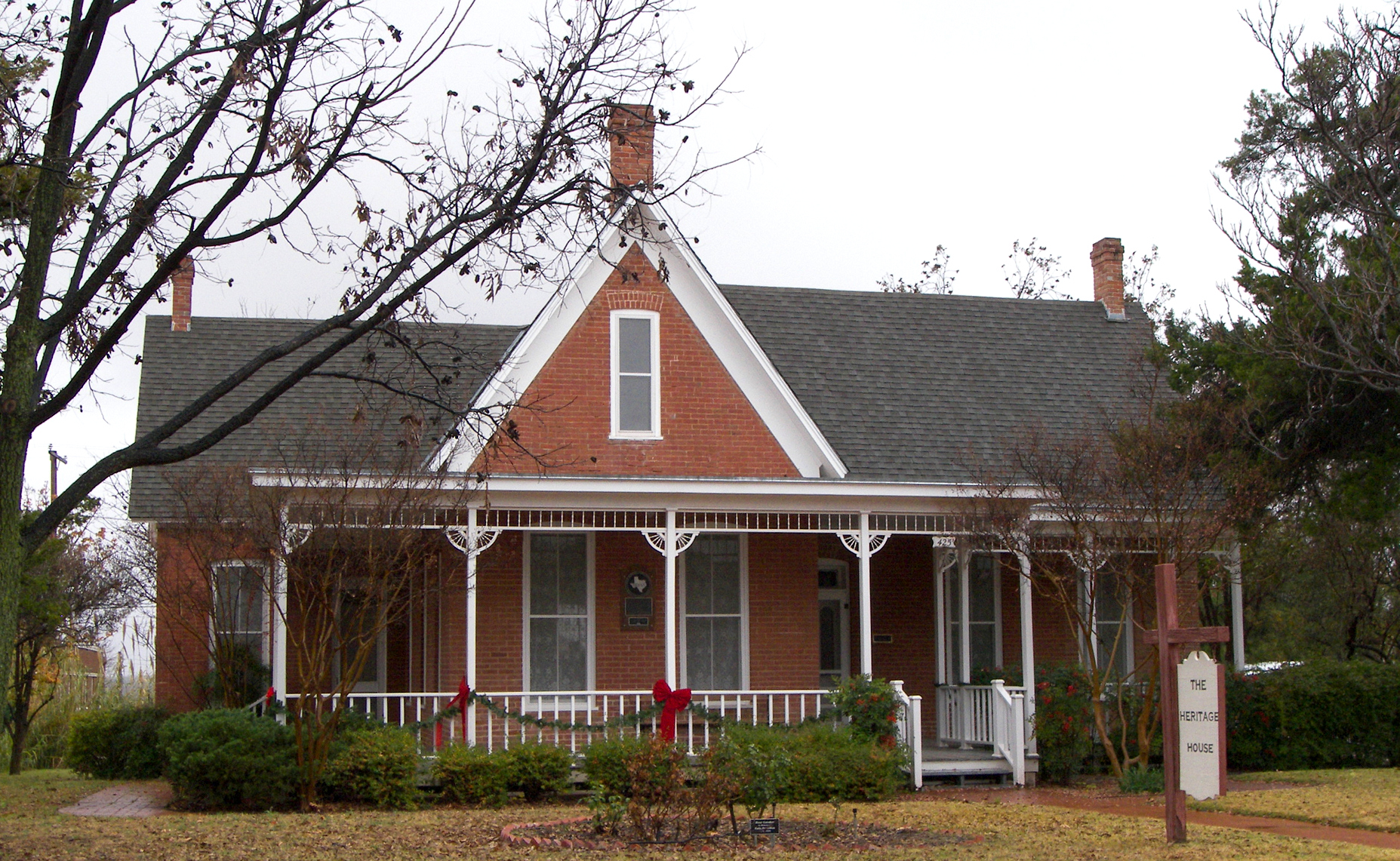
Das Scott-Majors House, auch bekannt als Heritage House, gelistet im NRHP mit der Nr. 79002995

Nach der Volkszählung im Jahr 2000 lebten im Mitchell County 9.698 Menschen in 2.837 Haushalten und 1.997 Familien. Die Bevölkerungsdichte betrug 11 Einwohner pro Quadratkilometer. Ethnisch betrachtet setzte sich die Bevölkerung zusammen aus 74,52 Prozent Weißen, 12,81 Prozent Afroamerikanern, 0,41 Prozent amerikanischen Ureinwohnern, 0,36 Prozent Asiaten, 0,02 Prozent Bewohnern aus dem pazifischen Inselraum und 10,19 Prozent aus anderen ethnischen Gruppen; 1,69 Prozent stammten von zwei oder mehr Ethnien ab. 31,03 Prozent der Einwohner waren spanischer oder lateinamerikanischer Abstammung.
Von den 2.837 Haushalten hatten 30,6 Prozent Kinder oder Jugendliche, die mit ihnen zusammen lebten. 55,6 Prozent waren verheiratete, zusammenlebende Paare 11,4 Prozent waren allein erziehende Mütter und 29,6 Prozent waren keine Familien. 27,5 Prozent waren Singlehaushalte und in 15,5 Prozent lebten Menschen im Alter von 65 Jahren oder darüber. Die durchschnittliche Haushaltsgröße betrug 2,48 und die durchschnittliche Familiengröße betrug 3,00 Personen.
19,8 Prozent der Bevölkerung war unter 18 Jahre alt, 11,5 Prozent zwischen 18 und 24, 30,7 Prozent zwischen 25 und 44, 22,9 Prozent zwischen 45 und 64 und 15,1 Prozent waren 65 Jahre alt oder älter. Das Medianalter betrug 39 Jahre. Auf 100 weibliche Personen kamen 159,3 männliche Personen und auf 100 Frauen im Alter von 18 Jahren oder darüber kamen 174,4 Männer.
Das jährliche Durchschnittseinkommen eines Haushalts betrug 25.399 USD, das Durchschnittseinkommen einer Familie betrug 31.481 USD. Männer hatten ein Durchschnittseinkommen von 23.750 USD, Frauen 20.221 USD. Das Prokopfeinkommen betrug 14.043 USD. 15,0 Prozent der Familien und 17,7 Prozent der Einwohner lebten unterhalb der Armutsgrenze.

## Städte und Gemeinden
| - Buford - Colorado City | - Cuthbert - Iatan | - Loraine - Westbrook |